# Бобков Пилип Денисович
Пилип Денисович Бобков (нар. 1 грудня 1925, село Червона Кам'янка Олександрійського району, тепер Кіровоградської області — 17 червня 2019, місто Москва) — радянський діяч органів державної безпеки, 1-й заступник голови КДБ СРСР, генерал армії. Член ЦК КПРС у 1986—1990 роках. Депутат Верховної Ради Російської РФСР 11-го скликання (1986—1990). Народний депутат Російської РФСР (1990—1992). Один з провідних борців радянського режиму проти дисидентів та інакодумців.

## Життєпис
Народився в родині землеміра. З 1929 року родина Бобкових проживала на Донбасі, з 1932 року — в місті Макіївка Донецької області. Батько працював на Макіївському металургійному заводі імені Кірова.
Пилип Бобков навчався в Макіївській середній школі. З жовтня 1941 року — в евакуації в місті Ленінськ-Кузнецький (тепер Кемеровської області). Працював на будівництві заводу підземної газифікації вугілля поблизу станції Кольчугіно, був комсоргом будівництва, потім завідувачем відділу, 2-м секретарем Ленінськ-Кузнецького міського комітету ВЛКСМ.
Восени 1942 року записався добровольцем в Сибірські добровольчі частини. З грудня 1942 року служив у Червоній армії. Учасник німецько-радянської війни. Служив помічником командира взводу, комсоргом стрілецького батальйону, командиром взводу. Воював на Західному фронті, брав участь в Ржевсько-В'яземській операції 1943 року, де отримав поранення середньої тяжкості. Після одужання брав участь в Смоленській наступальній операції, в жовтні 1943 року воював під Могилевом, в зимових наступальних боях в Білорусії взимку 1943—1944 років. Там був поранений вдруге, причому важко — від близького розриву міни отримав близько 40 осколкових поранень. Влітку 1944 року повернувся на фронт. Воював у складі 22-ї та 65-ї гвардійських стрілецьких дивізій. Брав участь в Прибалтійській операції і в блокаді Курляндського котла. Завершив бойовий шлях командиром взводу, гвардії старшиною 9 травня 1945 року в Латвії.
Член ВКП(б) з 1944 року.
В органах державної безпеки з 9 червня 1945 року. З 1945 по 1946 рік навчався у Ленінградській школі ГУКР СМЕРШ. Після її закінчення з 1946 року працював в 5-м Управлінні МДБ: помічник оперуповноваженого, оперуповноважений, старший оперуповноважений, з 1952 року — начальник 2-го, потім 3-го відділення 1-го відділу 5-го Управління МДБ СРСР.
У 1952—1956 роках заочно навчався у Вищій партійній школі при ЦК КПРС.
У 1953—1954 роках — помічник начальника 1-го відділу 4-го Управління МВС СРСР — начальник 1-го відділення.
У 1954—1955 роках — заступник начальника 1-го відділу 4-го Управління КДБ при Раді міністрів СРСР, секретар парткому 4-го Управління КДБ при РМ СРСР. У 1955—1960 роках — начальник 1-го відділу 4-го Управління КДБ при РМ СРСР. У 1960—1961 роках — начальник 10-го відділу 2-го Головного управління КДБ при РМ СРСР.
У 1961—1967 роках — заступник начальника 2-го Головного управління КДБ при РМ СРСР.
15 серпня 1967 — 23 травня 1969 року — 1-й заступник начальника 5-го Управління КДБ при РМ СРСР.
23 травня 1969 — 18 січня 1983 року — начальник 5-го Управління (боротьба з ідеологічною диверсією) КДБ при РМ СРСР.
Одночасно 19 серпня 1975 — 29 січня 1991 року — член Колегії КДБ СРСР. 16 лютого 1982 — 18 січня 1983 року — заступник голови КДБ СРСР — начальник 5-го Управління КДБ СРСР.
18 січня 1983 — 5 грудня 1985 року — заступник голови КДБ СРСР.
5 грудня 1985 — 29 січня 1991 року — 1-й заступник голови КДБ СРСР.
З січня 1991 року — в Групі генеральних інспекторів Міністерства оборони СРСР. З 1992 року — у відставці в Москві.
Працював в приватному секторі: керівник аналітичної служби холдингу АТ «Група МОСТ» (1992—1996), потім консультант телекомпанії НТВ і радник генерального директора РІА «Новини». У 2001 році перейшов на експертно-консультаційну роботу в Інститут соціально-політичних досліджень РАН.
З 2008 року — генеральний інспектор Управління генеральних інспекторів Міністерства оборони Російської Федерації.
Помер 17 червня 2019 року. Похований в Москві на Троєкуровському цвинтарі.

## Військові звання
- полковник (29.12.1962)
- генерал-майор (16.12.1965)
- генерал-лейтенант (2.11.1972)
- генерал-полковник (20.04.1984)
- генерал армії (30.10.1987)

## Нагороди і звання
- три ордени Леніна
- орден Жовтневої Революції
- орден Трудового Червоного Прапора
- орден Вітчизняної війни І ст.
- орден Слави ІІІ ст. (1943)
- орден «За службу Батьківщині у Збройних Силах СРСР» ІІІ ст.
- дві медалі «За відвагу»
- медаль «За бойові заслуги»
- медаль «За перемогу над Німеччиною у Великій Вітчизняній війні 1941—1945 рр.»
- медалі
- Почесний громадянин міста Спас-Деменськ Калузької області